# Xuanzhou, Xuancheng
Districtul Xuanzhou (în chineză simplificată: 宣州区; chineză tradițională: 宣州區; pinyin: Xuānzhōu Qū) este un cartier urban al orașului Xuancheng⁠(d), provincia Anhui, Republica Populară Chineză. Are o populație de 840,000 de locuitori și o suprafață de 2,553 km2.
Districtul Xuanzhou are jurisdicție peste cinci subdistricte, șaisprezece orașe și optsprezece municipii.

## Diviziuni administrative
Districtul Xuanzhou este împărțit în 7 subdistricte, 14 orașe și 5 municipii.
Subdistricte
| - Subdistrictul Shuangqiao (双桥街道) - Subdistrictul Jichuan (济川街道) - Subdistrictul Chengjiang (澄江街道) - Subdistrictul Aofeng (鳌峰街道) | - Subdistrictul Xilin (西林街道) - Subdistrictul Jingtingshan (敬亭山街道) - Subdistrictul Feicai (飞彩街道) |

Orașe
| - Shuiyang (水阳镇) - Liqiao (狸桥镇) - Shencun (沈村镇) - Guquan (古泉镇) - Honglin (洪林镇) - Hanting (寒亭镇) - Wenchang (文昌镇) | - Xikou (溪口镇) - Zhouwang (周王镇) - Xintian (新田镇) - Yangliu (杨柳镇) - Shuidong (水东镇) - Xiangyang (向阳镇) - Sunbu (孙埠镇) |

Municipii
| - Municipiul Zhuqiao (朱桥乡) - Municipiul Yangxian (养贤乡) - Municipiul Wuxing (五星乡) | - Municipiul Jinba (金坝乡) - Municipiul Huangdu (黄渡乡) |

## Transport
- Autostrada Națională a Chinei 318
- Gara Xuancheng